# Astragalus donianus
Astragalus donianus är en ärtväxtart som beskrevs av Augustin Pyramus de Candolle. Astragalus donianus ingår i släktet vedlar, och familjen ärtväxter. Inga underarter finns listade i Catalogue of Life.